# Fernando Adrião
Fernando Amaral Adrião (Lisboa, 9 de Março de 1939 — 11 de Janeiro de 2006) foi um desportista português.
Foi uma figura de referência, no hóquei em patins mundial, tendo-se iniciado na modalidade muito jovem, em Portugal e posteriormente, foi viver com os pais em 1943, para Moçambique, lá tendo desenvolvido a sua actividade desportiva e profissional, ascendendo ao cargo de director da Tabaqueira em Lourenço Marques (posteriormente Maputo). De regresso a Portugal, integrou-se nos quadros da Tabaqueira EP.
Em 1955 foi convocado para integrar pela primeira vez a selecção nacional portuguesa, participando no Campeonato da Europa, disputado em Espanha. Em 1959, sagrou-se, também pela primeira vez, campeão do mundo em representação da selecção portuguesa. Repetiu em 1960 e 1962, mantendo-se, no entanto, em Moçambique. Foi campeão do mundo por mais duas vezes, em 1968 e 1974.
Foi o único desportista português a ter participado como jogador em 3 selecções nacionais: Portugal, Moçambique (após a independência) e Angola (treinador/jogador).
Além dos campeonatos mundiais, conta no seu palmarés com cinco vitórias na Taça Latina, cinco vitórias no Torneio de Montreaux, e três títulos de campeão europeu (1959, 1961 e 1965).
Fernando Adrião manteve-se ligado à modalidade (em Portugal) como técnico das camadas jovens e, em 1998, foi considerado pela Confederação Argentina de Hóquei o melhor jogador mundial de sempre.
Foi distinguido com a medalha de Mérito Desportivo (1960) e medalha de Honra ao Mérito Desportivo (1999).